# MI-Brain
 (août 2016).
Si vous disposez d'ouvrages ou d'articles de référence ou si vous connaissez des sites web de qualité traitant du thème abordé ici, merci de compléter l'article en donnant les références utiles à sa vérifiabilité et en les liant à la section « Notes et références ».
MI-Brain (des termes anglais Medical Imaging et brain ou cerveau en français) est un logiciel de visualisation, de traitement et d’analyse d’images issues de l’IRM de diffusion développé par la firme canadienne Imeka en 2015. À ce jour, il est utilisé dans les laboratoires d’imagerie de l’Université de Sherbrooke en attendant son lancement officiel prévu en mars 2016 ,. Le logiciel est en continuelle évolution.

## Particularités
le logiciel MI-Brain est rédigé en langage C++ et utilise principalement la librairie MiTek.
Le logiciel est présentement disponible pour téléchargement sur les  plateformes Microsoft Windows, Linux et  Mac OS X.

## Fonctionnalités
MI-Brain est manipulable via une interface de fenêtres flottantes disposées côte à côte. La fenêtre principale  est divisée en 3 grandes sections:
- Section de gauche : Espace des fichiers ouverts dans MI-Brain. En haut, on retrouve les noms des fichiers qui sont ouverts (sans  extensions) munis, à gauche, d'un petit carré plein. Pour masquer (cacher) l'affichage d'une image ou d'un objet, il suffit de cliquer sur le petit carré qui va paraître, à ce moment, vide. En bas, il y'a les informations spatiales de l'image ouverte. On peut naviguer (se déplacer) dans l'espace de l'image, soit en changeant les chiffres manuellement, soit en défilant la barre bleue le long de la ligne devant le nom de l'axe sur lequel on veut se déplacer.
- Section du milieu : Quatre sous-fenêtres carrées servant à la visualisation des différentes  coupes anatomiques du cerveau. la section de bas à droite donne la vue en 3D d'une image volume (3D). Le trois autres offrent une vue en 2D. la sous-fenêtre de haut à gauche offre une vue axiale, celle de haut à droite sort une vue sagittale et enfin celle de bas à gauche sert à visualiser les coupes coronales.
- Section de droite : Fonctions d'analyse et de traitement d'image. La fonction la plus utilisée est celle qui permet de sélectionner des faisceaux de fibres nerveuses. Ceci peut se faire, soit en plaçant des boîtes de sélection à des endroits déterminés, soit en dessinant manuellement, sur les structures anatomiques, des régions d'intérêt lesquelles on peut sauvegarder sous forme d'un  fichier. Dans les deux cas, on affiche les faisceaux de fibres qui passent uniquement à ces régions d'intérêt (boîtes de sélection ou dessinées).

Ses sections sont marquées par des codes de couleurs en rapport avec la vue anatomique de chaque espace: 
1. la couleur rouge : Elle représente l'orientation gauche-droite. Elle marque le plan axial (vue de haut)
2. la couleur bleue : Elle représente l'orientation inférieure-supérieure. Elle marque le plan coronal (vue de face)
3. la couleur verte : Elle représente l'orientation devant-arrière. Elle marque le plan sagittal (vue de côté)

Ces codes de couleurs facilitent une meilleure interprétation des images et aident à reconnaître rapidement l'orientation des fibres, des images et des objets dans l'espace.

## Caractéristiques
MI-Brain permet de visualiser, d'éditer, d'analyser les images et de réaliser une Tractographie en temps réel des faisceaux des  fibres nerveuses à partir des images de l'IRM de diffusion. Ce logiciel offre la possibilité d'empiler les images (ouvrir plusieurs images en même temps et les superposer).
Il y a une multitude de formats des fichiers traitable par MI-Brain : fiber bundle file, DWI (diffusion weighted imaging), DICOM, NIfti, PGN, TIFF, GIF, BMP, JPEG. MI-Brain a des outils pour faire une sélection souhaitée des faisceaux des fibres nerveuse d'une région d'intérêt ROI à une autre. De plus, il est possible d'afficher des fibres ayant un minimum et/ou un maximum de longueur(en mm). Cette technique est très utilisée dans le domaine de recherche en neuroscience.
Un autre logiciel similaire, Fibernavigator , a été développé à l'université de Sherbrooke au département d'informatique.

#### Logiciels similaires
- Fibernavigator
- Stratovan
- Brainvisa
- FSLView